# Harvey Cox
Harvey Cox (Malvern, 19 marzo 1929) è un teologo statunitense.
Cox è uno dei più noti teologi cristiani contemporanei, ministro della chiesa battista e il maggior rappresentante delle teologie della secolarizzazione.
 La sua opera più rilevante in questo campo è La città secolare.
 Tra gli altri suoi scritti rilevanti: Il cristiano come ribelle.